# 黒作り

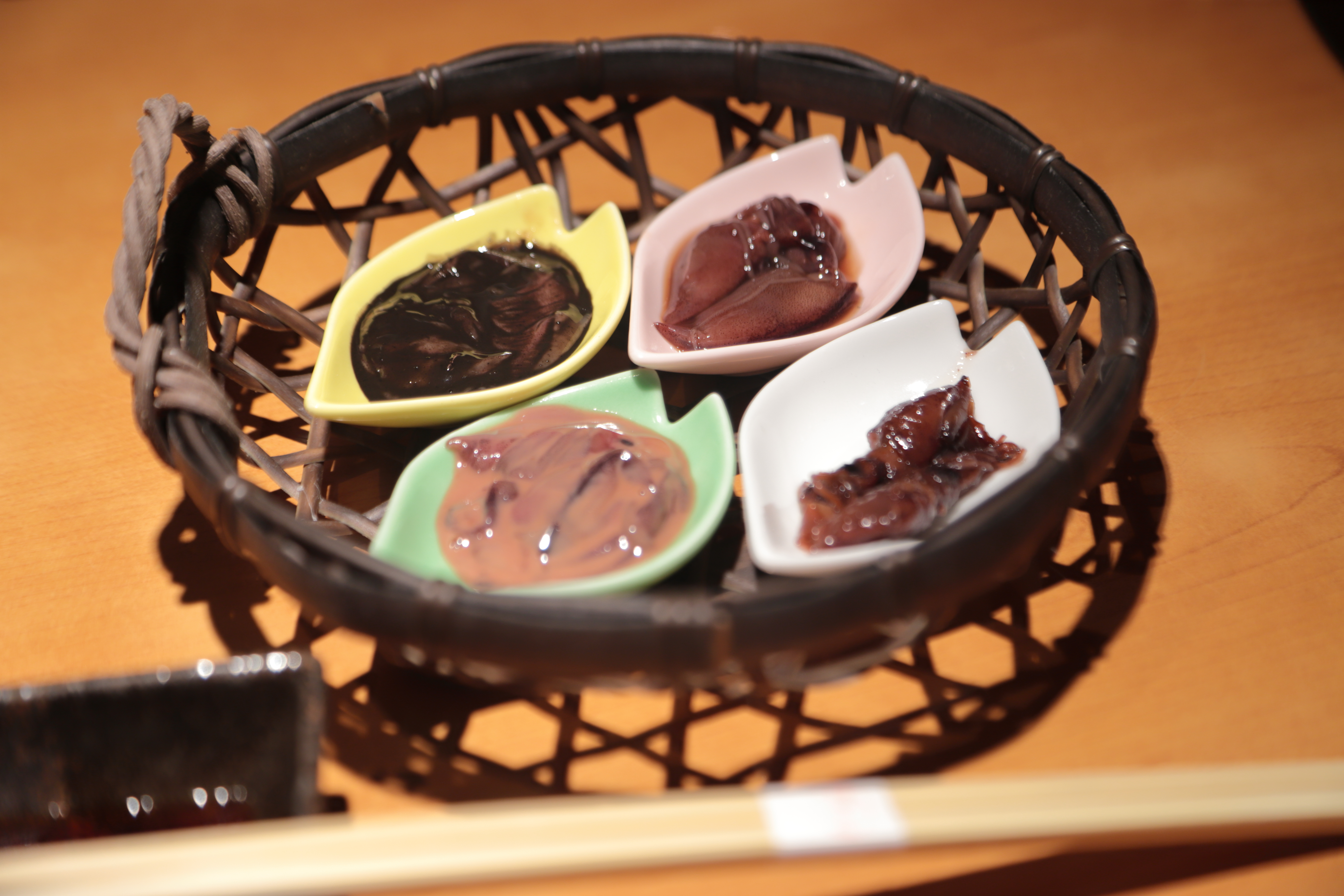
ホタルイカの調理例。左上が「黒作り」。

黒作り（くろづくり）は、富山県の郷土料理。イカの塩辛にイカ墨を混ぜた料理である。普通の塩辛は「赤作り」というが、保存が利きにくいので塩を多くする。麹を使って上品に仕上げたイカの塩辛を「白作り」と呼び分けることがある。

## 歴史
諸説あるが、今から約300年前の寛文年間に北前船の船員が塩辛にイカ墨を入れ、保存食として食べていたのが、富山県で広まったと考えられている。参勤交代の際、加賀藩主が徳川将軍家に献上したことを記した文献も残り、江戸時代にはすでに名産品として定着していた模様。
同じ物は黒作りとは呼ばないが、長崎県、沖縄県などと限られ、北前船といった海上交通と関係も考えられている。
イカ墨はスペイン料理でも、イカの墨煮（チピロネス）があり、イカ墨パエリア（アロス・ネグロ）などがある。